# Tsjechië op het Eurovisiesongfestival 2020
Tsjechië zou deelnemen aan het Eurovisiesongfestival 2020 in Rotterdam, Nederland. Het zou de 9de deelname van het land aan het Eurovisiesongfestival geweest zijn. ČT was verantwoordelijk voor de Tsjechische bijdrage voor de editie van 2020.

## Selectieprocedure
De Tsjechische openbare omroep maakte op 7 november 2019 zijn plannen bekend voor het aankomende Eurovisiesongfestival. Hierbij werd aangekondigd dat het oorspronkelijke plan om een nationale finale op televisie te houden geen doorgang zou vinden. Oorspronkelijk was Tsjechië van plan om op 25 januari 2020 een nationale finale te houden in het Forum Karlin in Praag. Er werd teruggegrepen naar een selectie online, zoals dit de voorgaande jaren reeds het geval was. Op 6 januari 2020 werden op een persconferentie de liedjes en artiesten bekendgemaakt. Een week later ging de onlinestemming van start die twee weken in beslag zou nemen.
Op 3 februari maakte de omroep bekend dat zanger Benny Cristo naar Rotterdam zou trekken. In de internationale stemming (oud-deelnemers van diverse landen plus de stemming via de Eurovisie-app) eindigde Cristo als tweede, maar de stemming van het Tsjechische publiek werd door hem gewonnen. Jurywinnaar Barbora Mochowa werd laatste in de internetstemming. Zij eindigde uiteindelijk nog als derde. Elis Mraz & Čis T werden tweede.

## Eurovision Song CZ
| Plaats | Artiest           | Lied                                   | Punten |
| ------ | ----------------- | -------------------------------------- | ------ |
| 1      | Benny Cristo      | Kemama                                 | 22     |
| 2      | Elis Mraz & Čis T | Wanna be like                          | 18     |
| 3      | Barbora Mochowa   | Among white & black holes              | 14     |
| 4      | We All Poop       | All the blood (positive song actually) | 12     |
| 5      | Karelll           | At least we've tried                   | 10     |
| 6      | Olga Lounová      | Dark water                             | 9      |
| 7      | Pam Rabbit        | Get up                                 | 9      |

## In Rotterdam
In Rotterdam zou Tsjechië aantreden tijdens de tweede halve finale, op donderdag 14 mei 2020. Het Eurovisiesongfestival 2020 werd evenwel geannuleerd vanwege de COVID-19-pandemie.
2007 · 2008 · 2009 · 2010-2014 · 2015 · 2016 · 2017 · 2018 · 2019 · 2020 · 2021 · 2022 · 2023 · 2024 · 2025
Albanië · Armenië · Australië · Azerbeidzjan · België · Bulgarije · Cyprus · Denemarken · Duitsland · Estland · Finland · Frankrijk · Georgië · Griekenland · Ierland · IJsland · Israël · Italië · Kroatië · Letland · Litouwen · Malta · Moldavië · Nederland · Noord-Macedonië · Noorwegen · Oekraïne · Oostenrijk · Polen · Portugal · Roemenië · Rusland · San Marino · Servië · Slovenië · Spanje · Tsjechië · Verenigd Koninkrijk · Wit-Rusland · Zweden · Zwitserland